# Gloeoheppia squamulosa
Gloeoheppia squamulosa är en lavart som först beskrevs av Alexander Zahlbruckner, och fick sitt nu gällande namn av M. Schultz. Gloeoheppia squamulosa ingår i släktet Gloeoheppia och familjen Gloeoheppiaceae.   Inga underarter finns listade i Catalogue of Life.